# Aldea del Fresno
Pour les articles homonymes, voir Aldea.
Aldea del Fresno est une commune de la communauté de Madrid, en Espagne.

## Administration
| Période                                  | Période | Identité             | Étiquette | Qualité |
| ---------------------------------------- | ------- | -------------------- | --------- | ------- |
| 2007                                     | N/A     | José Luis Tello Leza | N/A       | Maire   |
| Les données manquantes sont à compléter. |         |                      |           |         |